# 扬·沃尔切尔
扬·沃尔切尔（荷蘭語：Jan Woltjer，1891年8月3日—1946年1月28日），荷兰天文学家。他是经典学者扬·沃尔切尔的儿子，也是天文学家洛德韦克·沃尔切尔的父亲。

## 生平
1891年8月3日出生于阿姆斯特丹。1916年12月13日，他和Hillegonda de Vries在格罗宁根结婚。他曾担任莱顿大学的教授，学生包括杰拉德·柯伊伯。
1946年1月28日逝世于莱顿。 

## 奖项和荣誉
月球环形山沃尔切尔和小行星1795 沃尔切尔都以他的名字命名。